# Gordon Hamilton (Glaziologe)
Gordon Stuart Hamilton (* 22. Juli 1966; † 22. Oktober 2016 auf White Island, Antarktis) war ein schottischer Glaziologe.

## Leben
Hamilton absolvierte seinen Bachelor of Science im Jahr 1988 an der University of Aberdeen und den Doctor of Philosophy vier Jahre später an der University of Cambridge. Von 1992 bis 1994 war er als Postdoktorand am Norwegischen Polarinstitut tätig. Von 1994 bis 2000 arbeitete er im Byrd Polar Research Center der Ohio State University als Research associate und von da an erst bis 2005 als Assistant professor, danach als Associate professor für Glaziologie am Climate Change Institute der University of Maine. Zudem war er seit 2004 Mitglied des ASTER-Beobachtungsteams der NASA und seit 2007 Mitherausgeber des Journal of Geophysical Research – Earth Surface.
Hamilton war als Glaziologe an beiden Erdpolen, sowohl in Grönland, beispielsweise am Helheimgletsjer oder am Kangerlussuaq Gletsjer, als auch in Antarktika tätig. Sein besonderes Themengebiet war die vom Klimawandel verursachte Gletscherschmelze und deren Auswirkungen. Dem Universitätspräsidenten zufolge waren seine Forschungsarbeiten wichtig wie die keines Zweiten.
Am 22. Oktober 2016 war er auf White Island in der Antarktis unterwegs, als sein Schneemobil etwa 30 Meter tief in eine Gletscherspalte fiel. Er konnte nur noch tot geborgen werden.
Er hinterließ eine Ehefrau und zwei erwachsene Söhne.
Der Hamilton-Gletscher auf der antarktischen Edward-VII-Halbinsel ist seit 2003 nach ihm benannt.

## Werke
- 1988: G. S. Hamilton. The development, age, and present status of a rock glacier in the Posets Massif, Spanish Pyrenees. Pirineos, 131, 43–56.
- 1991: J. A. Dowdeswell, G. S. Hamilton, J. O. Hagen. The duration of the active phase on surge-type glaciers: contrasts between Svalbard and other regions. Journal of Glaciology, 37(127), 388–400.
- 1995: J. A. Dowdeswell, R. Hodgkins, A.-M. Nuttal, J. O. Hagen, G. S. Hamilton. Mass balance as a control on the frequency and occurrence of glacier surges in Svalbard, Norwegian High Arctic. Geophysical Research Letters, 22, 2909–2912.
- 1996: G. S. Hamilton, J. A. Dowdeswell. Controls on glacier surging in Svalbard. Journal of Glaciology, 42(140), 157–168.
- 1997: I. M. Whillans, C. J. Merry, G. S. Hamilton. Investigation of a possible crevasse near the main airstrip on McMurdo Ice Shelf, Antarctica. Annals of Glaciology, 24, 152–157.
- 1998: G. S. Hamilton, I. M. Whillans, P. J. Morgan. First point measurements of ice sheet thickness change in Antarctica. Annals of Glaciology, 27, 125–131.
- 2000: G. S. Hamilton, I. M. Whillans. Point measurements of mass balance of the Greenland Ice Sheet using precision vertical GPS surveys. Journal of Geophysical Research, 105(B7), 16,295-16,301.
- 2002: G. S. Hamilton, I. M. Whillans. Local rates of ice sheet thickness change in Greenland. Annals of Glaciology, 35, 79–83.
- 2002: G. S. Hamilton. Mass balance and accumulation rate across Siple Dome, West Antarctica. Annals of Glaciology, 35, 102–107.
- 2003: V. B. Spikes, G. S. Hamilton, B. Csatho, I. M. Whillans. Thickness changes on Whillans Ice Stream and Ice Stream C, West Antarctica, derived from airborne laser altimeter measurements. Journal of Glaciology, 49(165), 223–230.
- 2003: M. J. Siegert, R. C. A. Hindmarsh, G. S. Hamilton. Spatial variation in mass balance and the possible exposure of ancient (85 ka) ice at a site in central East Antarctica. Quaternary Research, 59, 114–121.
- 2004: V. B. Spikes, G. S. Hamilton, S. A. Arcone, D. A. Dixon, S. D. Kaspari, P. A. Mayewski. Variability in accumulation rates from GPR profiling of firn in West Antarctica. Annals of Glaciology, 39, 238–243.
- 2004: S. D. Kaspari, P. A. Mayewski, D. A. Dixon, V. B. Spikes, S. B. Sneed, M. J. Handley, G. S. Hamilton. Climatic variability in West Antarctica derived from annual accumulation rate records from ITASE firn/ice cores. Annals of Glaciology, 39, 585–591.
- 2004: T. H. Jacka, G. S. Hamilton, 8 weitere. A strategy for the collection and synthesis of Antarctic Ice Sheet mass balance data. Global and Planetary Change, 42 (1–4), 1–16.
- 2004: G. S. Hamilton, V. B. Spikes. Evaluating a satellite-altimeter derived digital elevation model of Antarctica using precision kinematic GPS profiling. Global and Planetary Change, 42(1–4), 17–30.
- 2005: E. J. Steig, 16 weitere. High-resolution ice cores from US ITASE (West Antarctica): development and validation of chronologies and determination of precision and accuracy. Annals of Glaciology, 41, 77–85.
- 2005: L. A. Stearns, G. S. Hamilton, N. Reeh. Multi-decadal record of ice dynamics on Daugaard Jensen Gletscher, East Greenland, from satellite imagery and terrestrial measurements. Annals of Glaciology, 42, 53–58.
- 2005: L. A. Stearns, G. S. Hamilton. A new velocity map for Byrd Glacier, East Antarctica, from sequential ASTER satellite imagery. Annals of Glaciology, 41, 71–76.
- 2005: J. S. Kargel, M. J. Abrams, M. P. Bishop, G. S. Hamilton, A. Kääb, H. H. Kieffer,  F. Paul, F. Rau, B. Raup, L. A. Stearns. ASTER imaging contributions to Global Land Ice Measurements from Space. Remote Sensing of the Environment, 99, 187–219.
- 2005: G. S. Hamilton, V. B. Spikes, L. A. Stearns. Spatial patterns in mass balance of the Amundsen Sea and Siple Coast sectors of West Antarctica. Annals of Glaciology, v. 41, 105–112.
- 2005: G. S. Hamilton. Topographic control of regional accumulation rate variability at South Pole and implications for ice core interpretation. Annals of Glaciology, 39, 214–219.
- 2005: D. A. Dixon, P. A. Mayewski, S. D. Kaspari, K. Kreutz, G. S. Hamilton, K. Maasch, S. B. Sneed, M. J. Handley. A 200-year sulfate record from 16 Antarctic ice cores and associations with Southern Ocean sea ice extent. Annals of Glaciology, 41, 155–166.
- 2005: B. Csatho, Y. Ahn, T. Yoon, C .J. van der Veen, S. Vogel, G. S. Hamilton, D. Morse, B. Smith, V. B. Spikes. ICESat measurements reveal complex pattern of elevation changes on Siple Coast ice streams, Antarctica. Geophysical Research Letters, 32.
- 2005: N. Bertler, 48 weitere. Snow chemistry across Antarctica. Annals of Glaciology, 41, 167–180.
- 2005: S. A. Arcone, V. B. Spikes, G. S. Hamilton. Stratigraphic continuity in 400-MHz radar profiles in West Antarctica. Annals of Glaciology, 39, 195–201.
- 2005: S. A. Arcone, V. B. Spikes, G. S. Hamilton. Deformation of polar firn by differential accumulation and ice flow: interpretation of a 400-MHz short-pulse radar profile from West Antarctica. Journal of Glaciology, 51(174), 407–422.
- 2007: L. A. Stearns,  G. S. Hamilton. Rapid volume loss from two East Greenland outlet glaciers quantified using repeat stereo satellite imagery. Geophysical Research Letters, 34.
- 2007: W. A. Sneed, G. S. Hamilton. Evolution of melt pond volume on the surface of the Greenland Ice Sheet. Geophysical Research Letters, 34.
- 2007: B. Raup, A. Kääb, J. Kargel, M. P. Bishop, G. S. Hamilton, E. Lee, F. Rau, F. Paul, D. Soltesz, S. J. Singh Kalsa, M. Beedle, C. Helm. Remote Sensing and GIS technology in the Global Land Ice Measurements from Space (GLIMS) Project. Computers and Geoscience, 33, 104–125.
- 2007: S. A. Khan, J. Wahr, L. A. Stearns, G. S. Hamilton, T. van Dam, K. M. Larson, O. Francis. Elastic uplift in southeast Greenland due to rapid ice mass loss. Geophysical Research Letters, 34.
- 2008: W. A. Sneed, R. LeB. Hooke, G. S. Hamilton. Accelerating thinning rate of Barnes Ice Cap, Baffin Island, Arctic Canada. Geology, 36, 71–74.
- 2008: L. A. Stearns, B. L. Smith, G.S. Hamilton. Increased flow speed on a large East Antarctic outlet glacier caused by subglacial floods. Nature Geoscience, 1, 827–831.
- 2008: M. Nettles, T. Larsen, P. Elosegui, G. S. Hamilton, L. A. Stearns, A. Ahlstrom, J. L. Davis, M. L. Andersen, J. de Juan, S. A. Khan, L. Stenseng, G. Ekstrom, R. Forsberg. Step-wise changes in glacier flow speed coincide with calving and glacial earthquakes at Helheim Glacier, Greenland. Geophysical Research Letters, 35.
- 2009: P. A. Mayewski, M. P. Meredith, C. P. Summerhayes, J. Turner, A. Worby, P. J. Barrett, G. Casassa, N. A. N. Bertler, T. Bracegirdle, A. C. Naveira Garabato, D. Bromwich, H. Campbell, G. S. Hamilton, W. B. Lyons, K. A. Maasch, S. Aoki, C. Xiao, T. van Ommen. State of the Antarctic and Southern Ocean climate system. Reviews of Geophysics, 47.
- 2009: D. J. Breton, G. S. Hamilton. Design, optimization and calibration of an automated density gauge for firn and ice cores. Journal of Glaciology.
- 2009: N. E. Spaulding, D. A. Meese, I. Baker, P. A. Mayewski, G. S. Hamilton. A new technique for firn grain size measurements. Journal of Glaciology.
- 2009: G. S. Hamilton, L. A. Stearns, P. Elosegui, J. L. Davis, M. L. Andersen. Tidal modulation of ice flow on Kangerdlugssuaq Glacier, East Greenland, from high-rate GPS observations. Journal of Geodesy.

Quelle: